# Burela
|  | Pel que fa a la peça heràldica, vegeu Burela (heràldica). |

Burela és un petit municipi costaner de la província de Lugo, a Galícia. Pertany a la comarca d'A Mariña Central.
El seu port és un dels més importants de la costa gallega i l'economia es basa principalment en la pesca. El municipi es va crear el 1994 quan es va independitzar de Cervo.

## Història
La història de Burela es remunta a temps d'abans dels romans. Les restes d'assentaments més antics que s'han trobat corresponen al Castro de Burela, situat a l'extrem d'un cap. Eren els habitants d'aquests assentaments, la població de Castro, els que van deixar un dels emblemes de poble, la torca de Burela, que es troba actualment al Museu Provincial de Lugo i que és part de l'escut de Burela.
A prop del port de Burela, durant la construcció de la nova llotja, es van trobar restes d'un hipocaust romà, datat inicialment entre els segles II i III.
A la vora de les restes del castro hi ha un vilaris i una vil·la romana. Aquest petit poblat va donar origen a una parròquia rural sota la protecció de Santa Maria el 1250, pertanyent a la diòcesi de San Martiño de Mondoñedo.
Burela va estar sota la jurisdicció de l'església fins que el 1593 Felip II incorpora a la Corona la jurisdicció de Santa María de Burela i li concedeix una carta privilegi a favor del bisbe de Mondoñedo.
Amb la Constitució de Cadis de 1812 es van suprimir les jurisdiccions i senyories i es van crear municipis. A la llista de nous ajuntaments creats el 1835 apareixia el municipi de Nois, al qual pertanyia Burela, que només va durar cinc anys. El 1840 es va produir una reforma de la divisió judicial i municipal de la província de Lugo i es va crear el municipi de Cervo, al que va passar a pertànyer Burela.
En diverses ocasions es va tramitar el canvi de nom del municipi de Cervo pel de Burela, sense resultat. Finalment, el 1994 la localitat de Burela es va separar de Cervo, creant-se un nou municipi.

## Geografia
El municipi està a la zona central de la Mariña luguesa, al nord de la província de Lugo. Està en una plana situada entre el mar i els contraforts muntanyosos, originant un tipus de costa lineal de platges llargues formades als peus de penya-segats i separades sovint per illots.
Burela limita al nord i est amb la Mar Cantàbrica, a l'oest amb el municipi de Cervo i al sud amb el de Foz. El municipi està format per una única parròquia: Santa María de Burela.

## Demografia

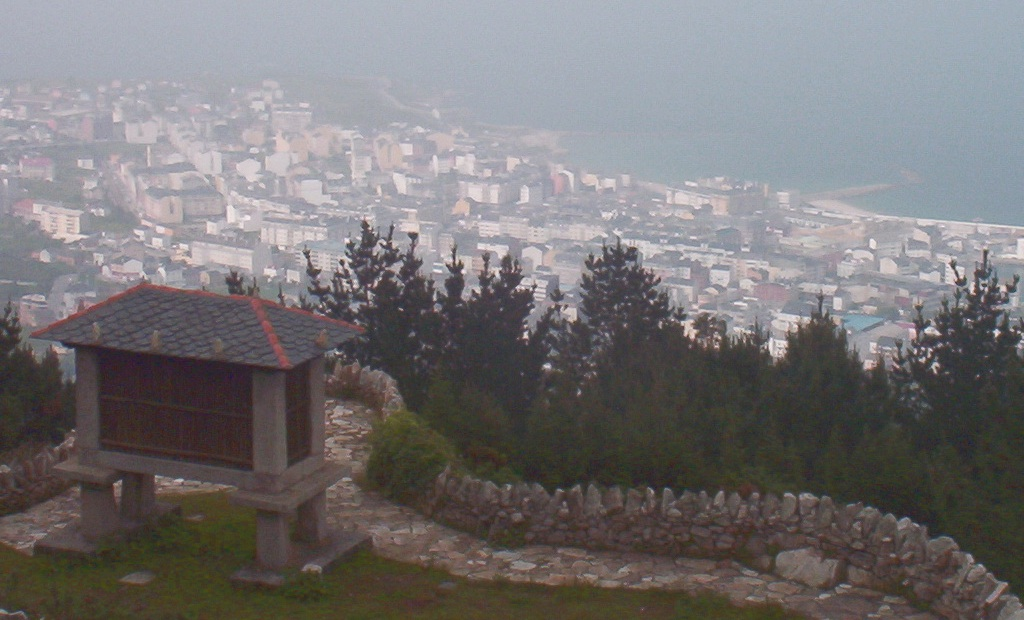
Burela des del Monte Castelo

Amb una població de 9.850 habitants l'any 2015, és el segon municipi més poblat de la comarca per darrere de Foz i el vuitè de la província. A la dècada del 2000 va superar per primer cop a la història els 9.000 habitants.
El municipi té una superfície de 7,3 km² i una densitat de població de 1256,30 hab./km², la més alta de la província de Lugo i la quarta de Galícia, només superada per les ciutats de la Corunya, Vigo i Ourense.
Amb una edat mitjana de 41 anys, és un dels municipis més joves de Galícia i el més jove de la província. A més, és un dels municipis gallecs amb major tradició d'acollida d'immigrants, 1.193 del total d'habitants, i on es troben més integrats a la societat. Cal destacar la comunitat d'habitants de Cap Verd, que viuen al municipi des de fa dècades, o les més recents de Perú i Indonèsia per treballar en la pesca.

## Economia

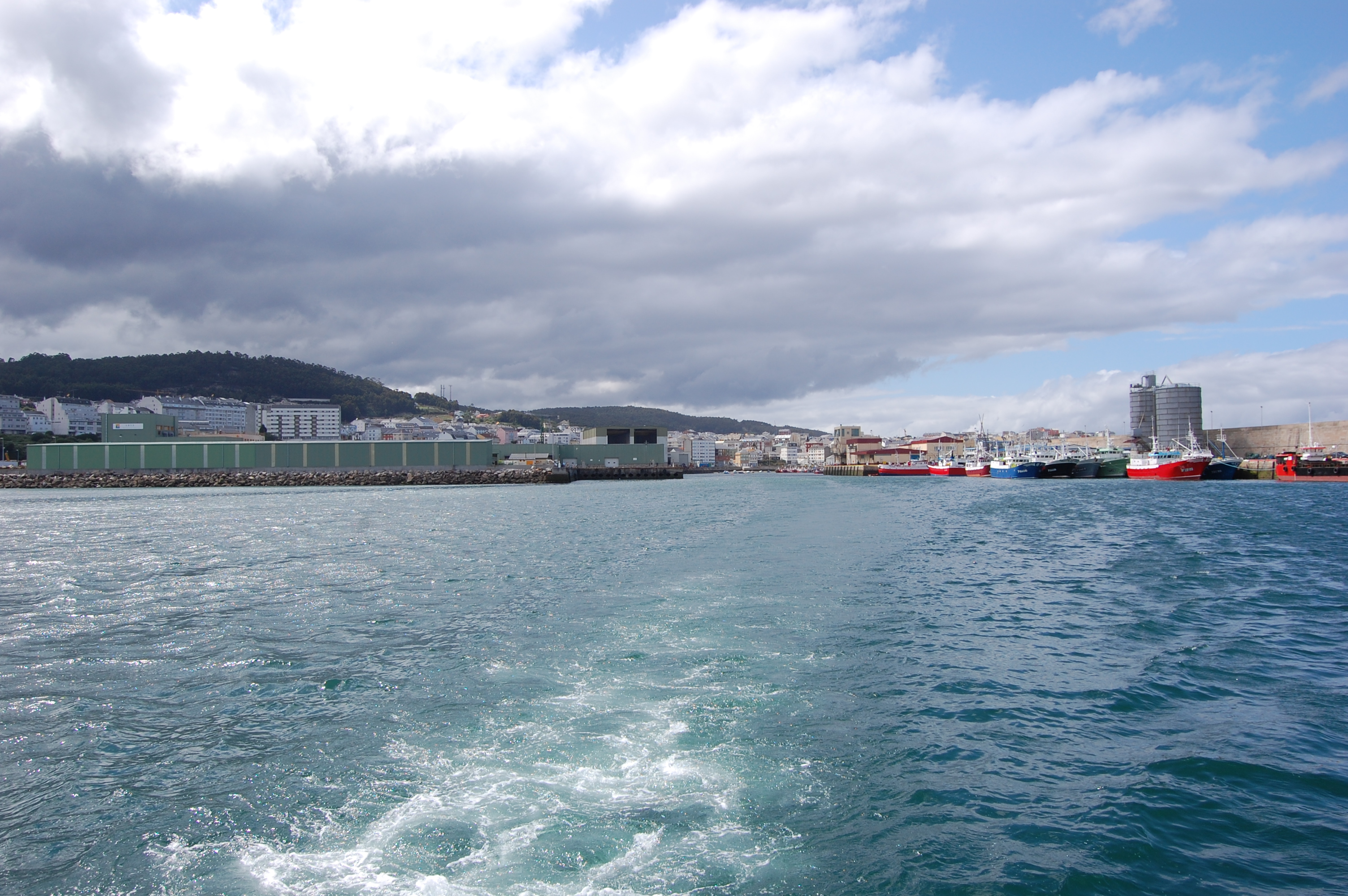
Port de Burela

El sector pesquer té el seu màxim exponent en el port de Burela, el més important de la mar Cantàbrica. Les espècies més importants en aquest port són el lluç, que representa el 50% de la facturació de la llotja, i el bonítol i, en menor mesura, altres espècies com la sardina, el sorell i el verat. A l'empar de la pesca hi ha més de 4.000 llocs de treball.
El sector secundari està representat per indústries de transformació de la fusta, ceràmiques, fàbriques de gel, tallers gràfics i mecànics, drassanes i llocs de treball relacionats amb la pròxima Alúmina-Aluminio de San Cibrao, a més del creixement del sector constructiu, en auge pel desenvolupament econòmic i turístic del municipi.
El sector terciari, en continu creixement en els últims anys, també ha assolit un gran desenvolupament gràcies al boom demogràfic, econòmic i turístic. Cal destacar l'existència de l'Hospital da Costa, que genera un gran nombre de llocs de treball i presta un servei bàsic a A Mariña.

## Festes i celebracions
- Festes patronals de la Virxe do Carme i San Xoán Bautista, al mes de juny.
- Romeria i pujada al Monte Castelo, al juliol.
- Feira do Bonito (fira del bonítol), el primer diumenge d'agost.
- Fira d'artesania i ecologia Produart, el primer diumenge d'agost.
- Expomar, fira monogràfica nàutico-pesquera, al maig.

## Esport
L'equip més important de la localitat és el Club Deportivo Burela Fútbol Sala. El seu equip femení juga a la Primera Divisió, mentre que el masculí es troba actualment a Segona Divisió però ha arribat a jugar a la màxima categoria de la LNFS.
En futbol, la Sociedad Deportiva Burela, fundada el 1966, juga actualment en categories autonòmiques. A la dècada de 1990 va arribar a jugar una promoció d'ascens a Segona B.